# تیمور کولیبایف
تیمور کولیبایف (قزاقی: Тимур Асқарұлы Құлыбаев؛ زادهٔ ۱۰ سپتامبر ۱۹۶۶) اقتصاددان، سیاستمدار و سرمایه‌دار اهل قزاقستان است. در سال ۲۰۲۰ مجموع دارایی‌های وی بالغ بر ۳ میلیارد دلار برآورد گردید.